# FK Spartak Moscou
El FK Spartak Moscou (en rus: Футбольный клуб «Спартак» Москва) és un club de futbol de Moscou, a Rússia. Actualment juga a la Premier League russa.

## Història
Fundat el 1922 el Spartak és el club que ha guanyat més vegades la lliga russa. És també, amb 12 campionats, el segon equip amb més lligues soviètiques, després del Dinamo Kíev. El seu major èxit a nivell internacional és haver arribat a les semifinals de la Copa d'Europa el 1991, sent l'únic club rus a aconseguir aquesta fita, en les quals va ser eliminat per l'Olympique de Marsella.

## Palmarès

### Torneigs nacionals
- Premier League russa (10): 1992, 1993, 1994, 1996, 1997, 1998, 1999, 2000, 2001, 2017.
- Copa de Rússia (3): 1994, 1998, 2003.
- Lliga de l'URSS (12): 1936, 1938, 1939, 1952, 1953, 1956, 1958, 1962, 1969, 1979, 1987, 1989.
- Copa de l'URSS (10): 1938, 1939, 1946, 1947, 1950, 1958, 1963, 1965, 1971, 1992.
- Copa Federació de l'URSS (1): 1987.